# Parc de Muskau
El parc de Muskau (en alemany: Muskauer Park; nom oficial: Fürst-Pückler-Park Bad Muskau; en polonès: Park Mużakowski) és un parc d'estil anglès de 545 hectàrees, i és el més extens d'Europa central. Està localitzat a la frontera entre Alemanya i Polònia, amb terrenys a ambdós costats del Neisse. La part alemanya està a la ciutat de Bad Muskau de l'estat federat de Saxònia, i la part polonesa està al poble de Łęknica al Voivodat de Lubusz. El 2004 el parc de Muskau va ser declarat Patrimoni de la humanitat per la UNESCO.
El parc va ser creat entre 1815 i 1844 pel príncep Hermann de Pückler-Muskau a les terres de conreu del seu latifundi, i va ser continuat pel seu deixeble Eduard Petzold. Situat de manera harmoniosa a la vall del Neisse a Lusàcia, també va integrar-se a la petita ciutat de Muskau i els paisatges d'agricultura circumdants. Des dels principis va ser un projecte pioner de nou disseny de paisatge. La iniciativa va contribuir al progrés de l'arquitectura de jardins com una nova professió. El parc embolca el riu Neisse, altres elements hidrogràfics, ponts, edificis, un castell, zones de bosc, un arborètum i senders. És un bon exemple de paisatge cultural que va aprofitar els atributs naturals de l'àrea amb molta destresa, en utilitzar principalment la flora local.